# Xã Taylor, Quận Tripp, Nam Dakota
Xã Taylor (tiếng Anh: Taylor Township) là một xã thuộc quận Tripp, tiểu bang Nam Dakota, Hoa Kỳ. Năm 2010, dân số của xã này là 14 người.